# Raphia coloradensis
Raphia frater là một loài bướm đêm trong họ Noctuidae.